# Walckenaeria angustifrons
Walckenaeria angustifrons är en spindelart som först beskrevs av Simon 1884.  Walckenaeria angustifrons ingår i släktet Walckenaeria och familjen täckvävarspindlar.
Artens utbredningsområde är Frankrike. Inga underarter finns listade i Catalogue of Life.